# Andrlův rybník
Andrlův rybník o rozloze vodní plochy 0,8 ha je malý rybník nalézající se asi 1,2 km jižně od centra města Nechanice v okrese Hradec Králové. Rybník je spolu s menším násadovým rybníčkem na druhé straně náhonu vedoucího vodu k pile v Kunčicích využíván pro chov ryb.

## Galerie

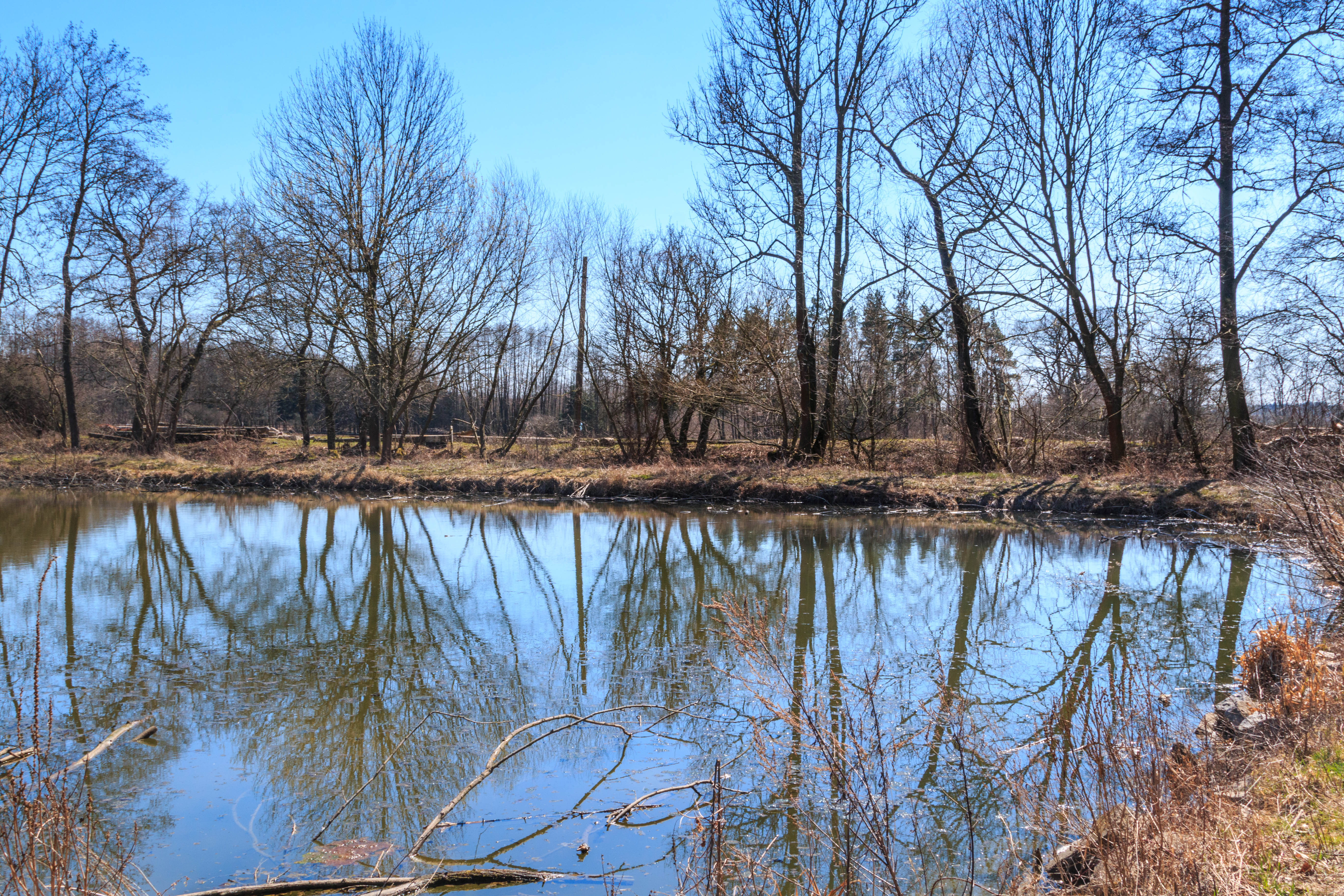
pohledy na Andrlův rybník
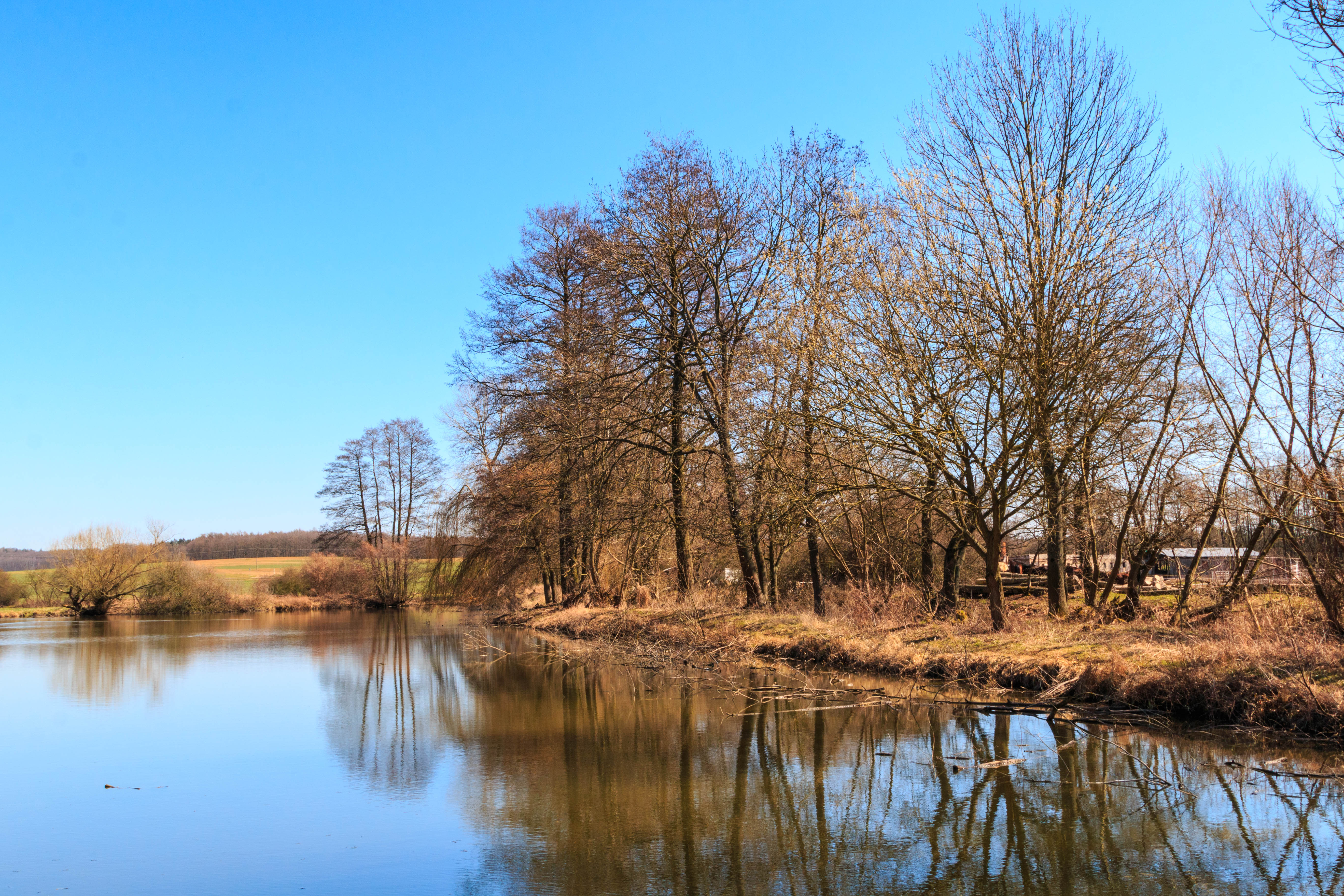
pohledy na Andrlův rybník
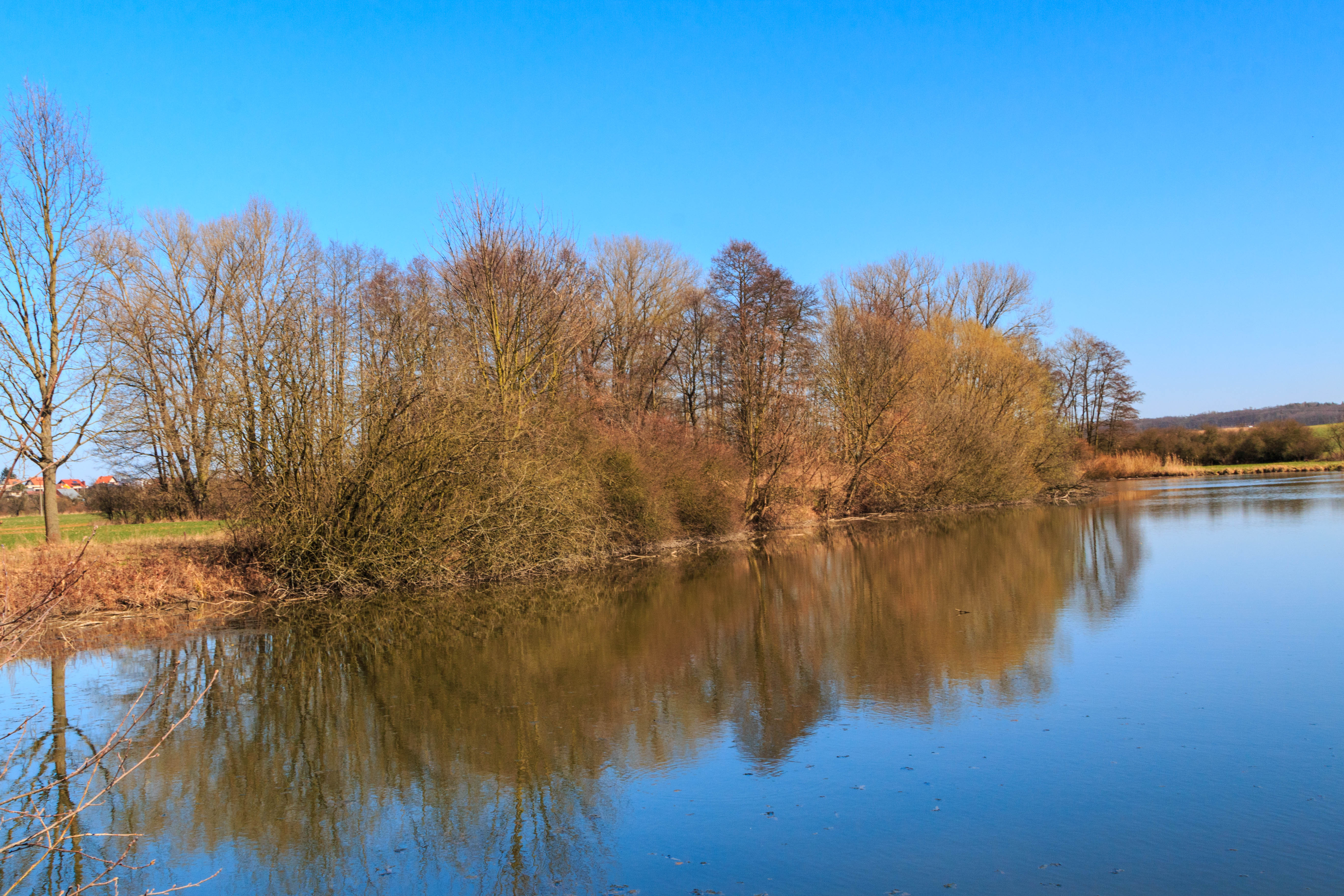
pohledy na Andrlův rybník
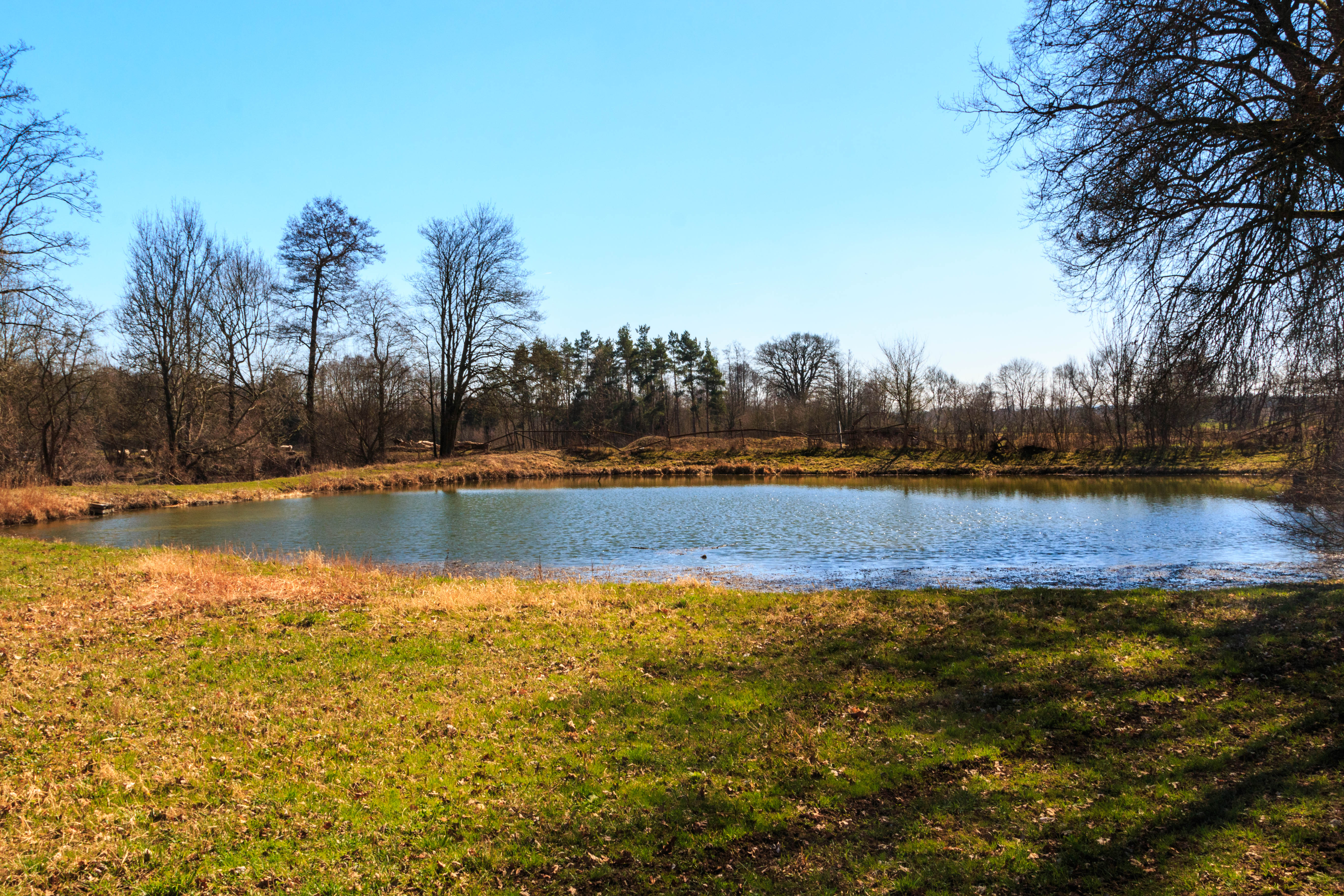
násadový rybníček u Andrlova rybníka